# Gemini 9A

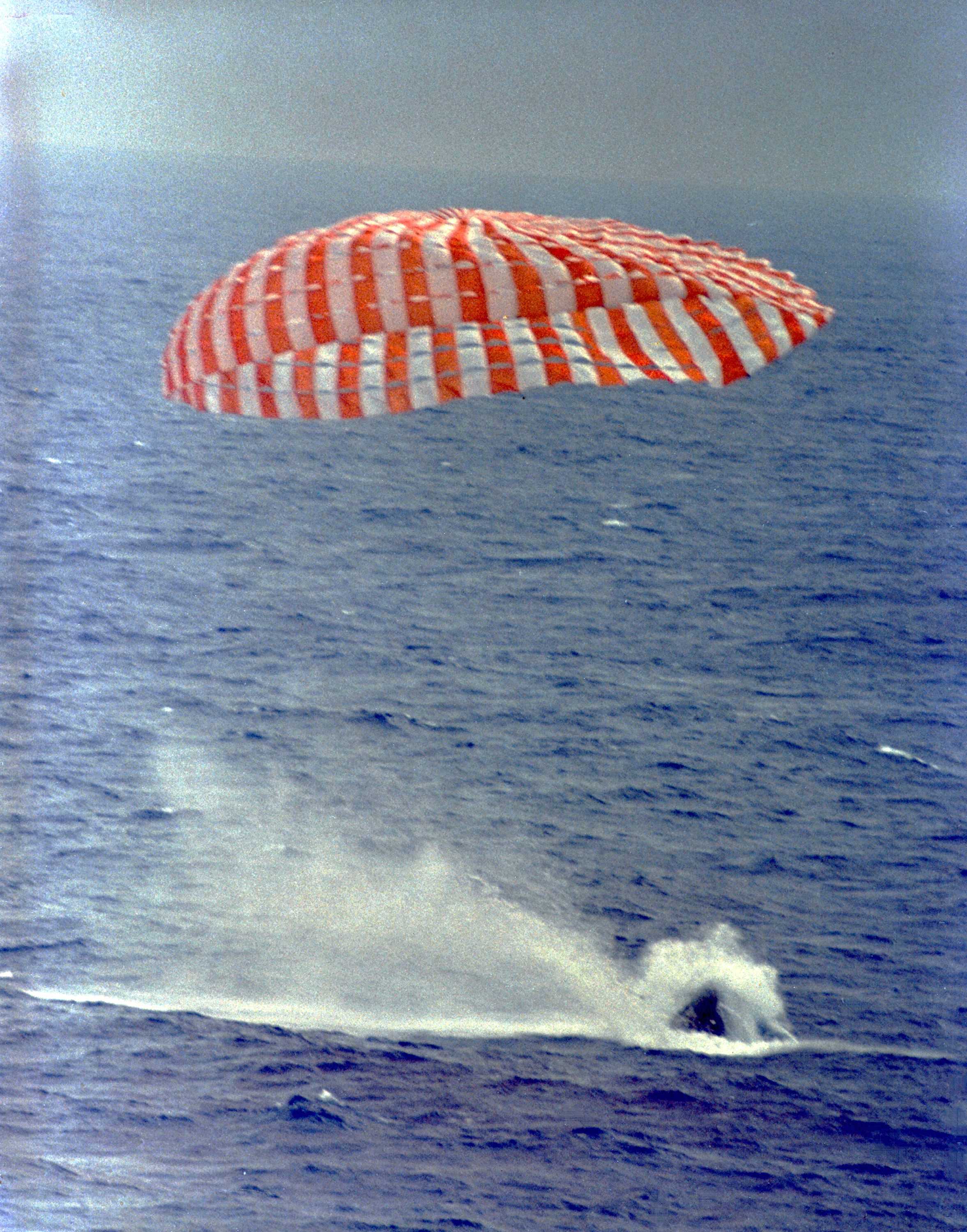
Gemini 9A landt in de oceaan.

Gemini 9A was de zevende van tien bemande ruimtevluchten in het kader van het Amerikaanse Geminiprogramma.
Een van de doelen van de vlucht was te koppelen met het onbemande Agena ruimtevaartuig, op dezelfde manier als bij de Gemini 8-missie. Echter, tijdens de lancering van de Gemini 9 Agena op 17 mei 1966, werkte de Atlasraket niet goed, net zoals bij de Gemini 6A vlucht, waardoor het ruimtevaartuig ontplofte en niet in een baan om de aarde kwam.
Omdat men toch wilde koppelen besloot men om een alternatieve Agena te gebruiken. Dit was de Augmented Target Docking Adapter (ATDA). De docking adapter werd tijdens de lancering beschermd door een beschermkap die na de lancering afgeworpen moest worden. Een van de klemmen bleef om de kap zitten, waardoor de adapter niet gebruikt kon worden. Doordat de kap half open stond werd de ATDA de angry alligator genoemd. 
Naast een koppeling stond er ook een ruimtewandeling (EVA) op het programma. Deze werd uitgevoerd door Gene Cernan. Het doel was om vanuit het vaartuig naar de achterzijde te gaan en daar de door de Air Force ontwikkelde Astronaut Maneuvering Unit (AMU) aan te gespen. Dit was het eerste 'rocket pack'.
Cernans ruimtewandeling werd echter al vanaf het begin geplaagd door problemen. Omdat hij geen grip had aan de buitenzijde van het vaartuig kon hij niet goed manoeuvreren. Doordat hij zich sterk moest inspannen besloeg zijn helm aan de binnenzijde waardoor hij niets meer kon zien. Met veel moeite kon hij weer terug in het schip komen, en de rest van de opdracht moest worden afgebroken.
In 1973 en 1974 werd verder getest met een equivalent van de AMU, in het interieur van de Orbital Workshop van het ruimtestation Skylab, totdat er met een aangepaste versie met de naam Manned Maneuvering Unit (MMU) in 1984 door astronaut Bruce McCandless tijdens Space Shuttle Missie STS-41-B werd gevlogen.
De capsule van de Gemini 9A wordt tentoongesteld in het Kennedy Space Center in Florida, Verenigde Staten.

## Elliot See en Charles Bassett
Op 28 februari 1966 vlogen de astronauten Elliot See en Charles Bassett aan boord van een Northrop T-38 Talon van Texas naar St. Louis, Missouri om er hun Gemini 9 ruimteschip in de McDonnell Aircraft fabriek te gaan inspecteren. De weerkundige omstandigheden te Lambert Field waren niet optimaal maar toch probeerden See en Bassett er een landing uit te voeren, waarbij het vliegtuig dat ze bestuurden een gebouw van de fabriek raakte en beide astronauten daarbij omkwamen. Ten gevolge van dit ongeluk werd de backup crew (Thomas Stafford en Eugene Cernan) de prime crew. Dit was de eerste keer dat zoiets gebeurde sinds de vlucht van Mercury-Atlas 7 in 1962.